# Shirley Collins

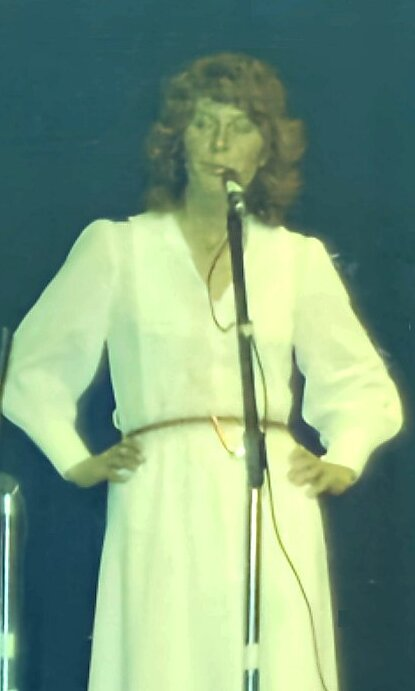
Collins (1978)

Shirley Elizabeth Collins, MBE (* 5. Juli 1935 in Hastings, East Sussex) ist eine englische Folkmusikerin.

## Leben und Werk
Shirley Collins wuchs gemeinsam mit ihrer Schwester Dolly bei Hastings in Südengland auf. Traditionelle Folkmusik hatte einen festen Platz in ihrer Familie, Lieder, die sie von ihrem Großvater und ihrer Tante lernte, bestimmten ihre musikalische Ausrichtung.
Nach ihrer Schulzeit begann Collins in London eine Ausbildung zur Lehrerin. In London traf sie 1954 auf einer Feier von Ewan MacColl den US-amerikanischen Musikforscher Alan Lomax, der aufgrund der antikommunistischen Hysterie der McCarthy-Ära die Vereinigten Staaten verlassen hatte. Mit ihm begann Collins eine Liebesbeziehung, zusammen unternahmen sie eine mehrmonatige Reise in die Südstaaten der USA, nachdem zuvor mit Sweet England (1959) ihre erste Schallplatte erschienen war, wo sie von Juli bis November 1959 Volkslieder sammelten und mit Musikern wie Fred McDowell aufnahmen. Diese Aufnahmen wurden von Atlantic Records unter dem Titel Sounds of the South veröffentlicht und teilweise als Soundtrack für den Film O Brother, Where Art Thou? – Eine Mississippi-Odyssee (2000) der Coen-Brüder verwendet.
Die Eindrücke und Erfahrungen, die sie zusammen mit Lomax während der Aufnahmen in religiösen Gemeinden, Versammlungen, aber auch Gefängnissen machte, beschrieb Collins in ihrem Buch America Over the Water (2004).
Zurück in England setzte Collins ihre Karriere als Folksängerin fort und veränderte die englische Folkszene mit den aus den USA mitgebrachten Einflüssen. 1964 erschien ihr gemeinsam mit dem Gitarristen Davey Graham (ursprünglich Davy Graham) aufgenommenes Album Folk Roots, New Routes. 1967 veröffentlichte sie mit ihrer Schwester Dolly (am Portativ) eine Sammlung südenglischer Volkslieder The Sweet Primeroses. Im Jahr 1969 erschien gemeinsam mit der Folkband The Young Tradition ihr Album The Holly Bears the Crown.
Als wichtigste Veröffentlichung Shirley Collins’ gilt ihr Album Anthems in Eden (1969), welches sich thematisch mit den vom Ersten Weltkrieg beeinflussten Leben im ländlichen England befasste und dessen Musik von Dolly arrangiert wurde. Bemerkenswert war die altertümlich wirkende Instrumentierung aus beispielsweise Rebek, Barockposaune, Kniegeige und Krummhorn, die neben der üblichen Gitarre verwendet wurden. Einige Musikkritiker haben angemerkt, dass dies ein Anstoß für die Verwendung elektrischer Instrumente in der traditionellen Musik war, wie sie kurz darauf von Folkbands wie Fairport Convention oder Steeleye Span praktiziert wurde.
Es folgten das Album Love, Death and the Lady (1970) und (mit der Albion Country Band, 1971) die Folkrock-Produktion No Roses.
Alle ihre Platten zeugen von der großen Liebe und tiefem Verständnis Collins’ für die englische Volksmusik, die sie jedoch zeitgemäß arrangierte.
Shirley Collins heiratete 1971 ihren zweiten Ehemann Ashley Hutchings, der Steeleye Span verließ und nach mehreren kurzlebigen Projekten mit Collins die Etchingham Steam Band gründete. Aus dieser Formation entstand 1976 die Albion Dance Band und zwei Jahre später die Albion Band. An diesen Gruppen war Shirley Collins bis Anfang der 1980er Jahre aktiv beteiligt.
Ihr letztes gemeinsames Studioalbum For As Many As Will veröffentlichten Shirley und Dolly Collins 1978.
Heute hält sie Vorträge und liest aus ihrem Buch und ihrem Programm A Most Sunshiny Day (über die traditionelle Musik in England und speziell in Sussex) und I'm a Romany Rai (über die „Zigeunermusik“ in Südengland).
Nach jahrzehntelanger Schaffenspause veröffentlichte Shirley Collins im Herbst 2016 ein neues, aus traditionellen Liedern bestehendes Album mit dem Titel Lodestar, das von Musikkritikern durchgängig positiv beurteilt wurde. Zwei weitere Alben folgten in den Jahren 2020 (Heart's Ease) und 2023 (Archangel Hill).

## Leistungen
Shirley Collins war maßgeblich beteiligt an der Wiederbelebung der englischen Volksmusik in den 1960er und 70er Jahren. Aber auch andere Bereiche hat sie maßgeblich beeinflusst, so hat die US-amerikanische Rockband 10,000 Maniacs eine Coverversion von Collins’ Stück Just as the Tide was A’Flowing veröffentlicht.
David Tibet von Current 93 veröffentlichte auf seinem Durtro-Label unter dem Titel Fountains of Snow eine Auswahl von Liedern von Shirley und Dolly Collins aus den Jahren 1963 bis 1978. 1998 erschien ebenfalls bei Durtro Harking Back, Aufnahmen von Konzerten von Collins in Dublin 1978 und London 1979. Shirley Collins sang auch eine Version des Titels Idumæa auf dem Album Black Ships Ate the Sky (2006) von Current 93, des Weiteren erschien sie noch auf weiteren Alben von Current 93.
Billy Bragg sagte über sie: „Shirley Collins is without doubt one of England's greatest cultural treasures.“ (deutsch: „Shirley Collins ist zweifellos einer der bedeutendsten Kulturschätze Englands.“)
Der Sänger der Band The Decemberists, Colin Meloy, nahm 2006 eine EP (Colin Meloy Sings Shirley Collins) mit sechs Coverversionen von Collins auf, die auf seiner Solotournee durch die USA in limitierter Stückzahl verkauft wurde.

## Ehrungen
Von der English Folk Dance and Song Society (einer englischen Gesellschaft zu Erhaltung von Volksliedern und -tänzen) erhielt sie 2004 das goldene Abzeichen für ihre Verdienste.
2007 wurde Shirley Collins für ihre Verdienste der britische Ritterorden Order of the British Empire verliehen.

## Diskographie (Auswahl)
- Shirley Collins – Sweet England (Argo, 1959)
- Shirley Collins – False True Lovers (Folkways, 1960)
- Shirley Collins – Heroes in Love (Topic EP, 1963)
- Shirley Collins and Davey Graham – Folk Roots, New Routes (Decca, 1964)
- The Young Tradition and Shirley and Dolly Collins – The Holly Bears The Crown (Fledg'ling, 1969/1995)
- Shirley Collins – The Sweet Primeroses (Topic, 1970)
- Shirley Collins and the Albion Country Band – No Roses (Pegasus, 1971)
- Etchingham Steam Band – Etchingham Steam Band (Fledg'ling, 1975)
- Shirley and Dolly Collins – Power of the True Love Knot (Polydor, 1968)
- Shirley and Dolly Collins – Anthems in Eden (EMI Harvest, 1969)
- Shirley and Dolly Collins – Love, Death and the Lady (EMI Harvest, 1970)
- Shirley Collins – A Favourite Garland (Gama, 1973)
- Shirley Collins – Adieu to Olde England (Topic, 1974)
- Shirley and Dolly Collins – For as Many as Will (Topic, 1978)
- Current 93 – Thunder Perfect Mind (Durtro, 1992)
- Shirley Collins – Fountain of Snow (Durtro, 1992)
- Shirley and Dolly Collins – Harking Back (Live in Concert 1978/1979, Durtro, 1998)
- Shirley Collins – The Classic Collection (Highpoint, 2004)
- Shirley Collins – Within Sound (Fledg'ling, 2003)
- Shirley and Dolly Collins – Snapshots (Fledg'ling, 2006)
- Shirley Collins – Lodestar (Domino, 2016)
- Shirley Collins – Heart's Ease (Domino, 2020)
- Shirley Collins – Archangel Hill (Domino, 2023)